# TE1型柴油机车
TE1型柴油机车（俄语：ТЭ1）是苏联铁路第一代柴油机车车型之一，由位于乌克兰的馬雷舍夫工廠设计制造，1947年至1950年间生产了近300台。
苏德战争结束后，为了满足铁路运输需要，苏联开始在总结以前试制柴油机车经验的基础上，研制新一代电力传动柴油机车。1947年，馬雷舍夫工廠通过参考美国出口苏联的Da型柴油机车，研制了TE1型柴油机车。TE1型机车采用直—直流电传动，动力装置为一台6气缸直立式柴油机，柴油机装车功率1000马力，轴式Co-Co。

## 发展历史

### 背景
俄罗斯的内燃机车发展史最早可追溯至19世纪末，当时俄罗斯的铁路工程师已经开始计划试制内燃机车。至1900年代初，柴油机开始作为船舰动力并获得普及，并有许多以柴油机为动力的潜艇在第一次世界大战中参与作战，有力地证明了柴油机用作运输工具发动机的优点。柴油机车的研制也在一步步的向前摸索着，苏维埃社会主义共和国联盟在1922年成立后，苏联劳动国防会议作出了建立内燃机车制造工业的决议，奠定了苏联内燃机车发展史的起点。1924年，列宁格勒的波罗的海造船厂、红色普季洛夫工人工厂等工厂合作试制了世界上第一台用于牵引列车的干线柴油机车，称为GE1型（ГЭ1）。1927年，苏联成立了交通人民委员部内燃机车局，此后苏联又试制了多种类型的柴油机车原型车，以客观选择适合苏联铁路的柴油机车类型。1931年，苏联成功研制了Eel型柴油机车（Ээл），并投入小批量生产；同时，苏联在土库曼斯坦境内的外里海铁路（中亚铁路）建立了世界上首个内燃牵引区段，并在阿什哈巴德建立了首个内燃机务段。
美国的内燃机车发展虽然略晚于苏联，但从1930年代后期开始迅速发展，柴油机车产量快速增长，甚至超过了蒸汽机车。第二次世界大战期间，从波斯湾港口出发、直抵达巴库和里海的伊朗纵贯铁路成为盟国向苏联提供援助物资的主要通道，为了满足伊朗纵贯铁路的运输需求，由美国陆军新设立的波斯湾后勤司令部于1942年9月接管之前英国控制的伊朗运输事宜，美国陆军并向美国机车公司（ALCO）订购了大批RSD-1型柴油机车投入伊朗使用。鉴于RSD-1型柴油机车在伊朗纵贯铁路的良好表现，这种机车也吸引了苏联方面的兴趣。1943年，苏联人民委员会开始讨论从美国引进柴油机车的计划。1944年，苏联交通人民委员部向美国方面提出了援助柴油机车的请求，同年美国批准向苏联提供100台柴油机车，由美国机车公司和鲍尔温机车厂分别提供50台轴式为1Bo-Bo1（1-2о-0—0-2о-1）的柴油机车，苏联考虑有关建议后，决定改为引进100台轴式为Co-Co（0-3о-0—0-3о-0）的柴油机车，美国机车公司和鲍尔温机车厂分别提供70台Da型机车（Да）及30台Db型机车（Дб）。
1945年7月，第二次世界大战的欧洲战事结束后，美国、苏联、英国在德国波茨坦举行了波茨坦会议。苏联铁道部为接载斯大林赴德国的专运列车选定了一台Da型柴油机车，担当此次专运任务。根据文献记载，该台专运机车为Da20-27号机车。专列进入德国境内后一个车站停靠后，斯大林来到机车视察，并与随车工程师维克多·利昂（Виктором Лионом）交谈。

斯大林（指着机车）：“这是什么？”

利昂：“斯大林同志，这是柴油机车。”

斯大林登上机车，进入到驾驶室，对车内各处甚至地板都仔细看了一遍，然后向司机尼古拉·库特利亚夫那（Николая Кудрявкина）提问。

斯大林：“我想知道这台机车是否有足够的水？”

库特利亚夫那：“斯大林同志，十分足够。”

斯大林：“那么我们也有足够的燃料去柏林吧？”

库特利亚夫那：“当然足够，即使回程也行。”

斯大林：“很好的机车。”

此时，苏联交通人民委员伊万·弗拉基米罗维奇·科瓦廖夫告诉斯大林，柴油机车是由苏联发明的，但这台机车是美国制造的。
然后，斯大林以责备的口吻问道：“那么，为什么发明呢？”
—— 

### 仿制
1945年8月5日，就在波茨坦会议结束后不久，斯大林与伊万·弗拉基米罗维奇·科瓦廖夫及其他苏联铁道人民委员举行了一次会谈，会上决定了在战争结束后恢复研制柴油机车，初期首先仿制美国进口的Da型柴油机车。选择Da型柴油机车作为仿制目标的其中一个原因，是Da型柴油机车已经成为当时苏联铁路最先进的柴油机车车型，战前生产的Eel型柴油机车已经过时；此外，在功率等级相同（1000马力）的技术条件下，Da型柴油机车的重量比Eel型机车还要轻17吨，这有利于适应战后苏联线路条件较差的状况。由于科洛姆纳工厂正在忙于大量生产P32型蒸汽机车，因此柴油机车的制造任务被委托由哈尔科夫75号坦克制造厂（1945年底改称为哈尔科夫运输机械制造厂）进行，而位于同一个城市的哈尔科夫电机制造厂（ХЭМЗ）也加入试制柴油机车的电传动装置。不久之后，哈尔科夫工厂接收了Da20-52号机车，并对其拆解、测绘和仿制，这台机车在经海路送往苏联途中被海水浸泡过，因此无法投入运用。
机车仿制工作由哈尔科夫工厂首席机车设计师及机械工程师米盖尔·舒金（Михаил Щукин）领导进行；机车机械部件的设计工作由工厂设计局局长亚历山大·奇拉那拉斯卡戈（Александра Кирнарского）所领导的小组进行；还有一个由内燃机专家尼古拉斯·维尔纳（Николай Вернер）的技术小组负责仿制柴油机。哈尔科夫电机制造厂参与试制牵引发电机、辅助发电机、励磁机。莫斯科迪纳摩工厂负责提供牵引电动机及其他电气设备。在仿制过程中，苏联技术人员需要测量刻度从英制转换为公制，并采用了符合苏联国家标准的材料和设备。因此，车轮直径从1016毫米调整为1014毫米（批量生产后改为1050毫米），空气制动系统以苏联马特洛索夫制动机取代了美国威斯汀豪斯公司的EL-14型空气制动机，车体长度也比原型车延长了40毫米，机车整备重量增加了近3吨。
1947年3月，哈尔科夫工厂在二战后恢复生产的第一台机车出厂，该台机车被定型为TE1-20型，其中“TE”代表电传动柴油机车、“1”代表第一种型号、“20”代表机车轴重20吨，首台样车的车号为TE1-20-001；后来，根据铁道部门的指示，型号简化为TE1型。同年，TE1型机车开始投入批量生产，与机车仿制工作的分工模式相同，哈尔科夫工厂负责制造机车车体、转向架等机械结构及总组装，哈尔科夫电机制造厂提供牵引发电机、辅助发电机、励磁机，莫斯科迪纳摩工厂负责提供牵引电动机及其他电气设备。从1949年起，牵引电动机及配套设备被转到哈尔科夫电机制造厂生产。至1950年，哈尔科夫工厂开始生产TE2型柴油机车，并停产了TE1型机车。TE1型柴油机车共计生产了298台（不包括2台TE5型柴油机车）。

### 试验
TE1-20-001号机车出厂后被送往莫斯科铁路枢纽进行一系列的现场试验。1948年至1949年间，数台TE1型机车在莫斯科铁路局莫斯科-库尔斯克机务段投入运用考核；同时，TE1型柴油机车并在全苏铁道运输科学研究院位于莫斯科谢尔宾卡的环行铁道试验基地进行了全面的型式试验。试验结果显示，柴油机装车功率为1000马力的TE1型机车，其轮周牵引功率约为770马力，近四分之一的功率被用于辅助设备和传动系统损耗。此外，由于当时的柴油机车尚未采用柴油机—发电机功率自动调节系统，因此柴油机的功率未能得到充分利用，TE1型机车只有在10～40公里/小时的较小速度范围内充分利用柴油机功率，在更高的速度范围时机车轮周牵引功率下降较快。机车在10～35公里/小时速度范围内的典型燃料消耗率为240克/马力，机车总效率为28%。
1947年，一台TE1型柴油机车在莫斯科的柳布利诺编组站（Люблино-Сортировочное）进行调车作业试验，以验证TE1型机车替换EU型蒸汽机车担当调车机车的可行性。试验结果显示了柴油机车的巨大优势，其调车作业效率比蒸汽机车提高20～40%，而燃料及维护费用下降了50～70%。后来随着TE2型干线柴油机车的出现，塔什干铁路运输工程学院（ТИИЖТ）使用一台TE1型机车继续进行对柴油调车机车的研究，研究结论和之前还是相同，作业效率比蒸汽机车提高了50%，并能节省五分之四的燃料费用，每小时的运行成本减少35～40%。

### 运用
1947年，除了首批TE1型机车在莫斯科-库尔斯克机务段投入试验和运用考核外，其余大部分机车均配属土库曼斯坦的阿什哈巴德铁路局阿什哈巴德机务段。1948年，TE1型机车也开始配属到奥尔忠尼启泽铁路局（Орджоникидзевская железная дорога）、梁赞-乌拉尔铁路局（Рязано-Уральская железная дорога）巴斯昆恰克机务段及帕拉索夫卡机务段，在伏尔加河地区、哈萨克斯坦及中亚地区的铁路投入运用。1953年，苏联铁路管理系统进行了改革，取消了梁赞-乌拉尔铁路局，巴斯昆恰克机务段及帕拉索夫卡机务段成为伏尔加铁路局的一部分。至1950年代中期，为了满足中亚地区的铁路运输需求，阿什哈巴德铁路局和伏尔加铁路局的TE1、Da型柴油机车开始以重联方式运用，牵引更重的货物列车。
从1953年起，随着2×2000马力的TE3型柴油机车投入大量生产，并开始替换部分地区原有的TE1、TE2型柴油机车。至1950年代末，已有一定数量的TE1型机车在莫斯科铁路枢纽内担任调车任务；1957年，柳布利诺编组站内的E型蒸汽机车全部被TE1型柴油机车淘汰；1958年，又淘汰了莫斯科小环城铁路的所有OV型蒸汽机车、Z型蒸汽机车。同时，TE1型机车又开始担当牵引莫斯科大環市鐵路的旅客列车，直到该线于1960年完成电气化改造。到了1960年代末，原本主要担任干线调车及通勤列车牵引任务的TE1型机车开始被新型的TEM2、ChME3型柴油机车所取代，部分TE1型机车转往工业企业继续使用。至1980年代末，所有TE1型柴油机车已经停运。

## 技术特点

### 总体结构
TE1型柴油机车采用底架承载结构罩式车体，车体各项载荷全部由底架承担，底架和车体重量通过旁承由两台三轴转向架支承，每台转向架具有两个旁承，牵引力和制动力通过心盘传递，上下心盘之间有一块摩擦板，以减少枕梁和摇枕的磨损。机车采用中置司机室布置，车体采用外走廊式罩式结构，以改善司机室的瞭望视角。以司机室为基准两边车体分别为长端及短端，从长端开始依次为冷却室、动力室、高压电气室、司机室和蓄电池室五个部分，各部分之间用螺栓连接，除了冷却室直接焊接在底架上，车体其他部分均可以拆卸。走行部为两台完全相同的三轴不等轴距转向架，转向架构架采用铸钢件及钢板焊接结构，一系悬挂由螺旋弹簧、钢板弹簧、均衡梁等组成。牵引电动机采用抱轴式半悬挂安装方式，通过单边直齿轮驱动轮对，牵引传动齿轮比为75：16（4.6875）。基础制动装置采用单侧踏面制动。

### 柴油机
TE1型机车装用一台D50型柴油机，其原型为美国机车公司的ALCO 539T型柴油机，被广泛运用于美国机车公司的RS-1、RSD-1、RSC-1、DL-109型等柴油机车。该型柴油机为六气缸、四冲程、带废气涡轮增压的直列式柴油机，采用浇铸铁发动机缸体和汽缸盖、铸钢曲轴及连杆、铝合金活塞，额定功率为1000马力，额定转速为每分钟740±5转，最低转速为每分钟270±15转。气缸采用直列式布置，气缸直径为318毫米（12½英寸），活塞行程为330毫米（13英寸），发动机排量为157.2升，气缸点火顺序为1—3—5—6—4—2 。柴油机起动时，牵引发电机由蓄电池供电，作为串励电动机驱动柴油机起动。司机控制器手柄通过机械式离心调速器改变柴油机转速，司机控制器手柄共设有9个运行级位，其中零位为空转级位，其余八个级位分别对应一个指定的柴油机转速（每分钟270～740转）。

### 传动系统
TE1型柴油机车采用直—直流电传动，传动系统主要由牵引发电机和牵引电动机组成。柴油机输出轴直接传递功率给直流牵引发电机，然后供给两台转向架上的六台直流牵引电动机。机车运行时牵引发电机输出电压根据柴油机转速而自动改变，机车起动和加速时六台牵引电机采用串联连接；当速度提高到9～11公里/小时，自动转换为同一转向架上三台牵引电机串—并联连接；当速度提高到20～25公里/小时以上，可以对两组电机采用全励磁的串联、串—并联连接，以及磁场削弱的串—并联连接。机车运行方向通过换向器转换，从而改变牵引电机励磁绕组中的电流方向。
TE1型机车采用МПТ-84/39型牵引发电机，设有八个主极和八个换向极，最大输出电压为900伏，励磁绕组用独立的直流电源供电，冷却方式为自通风。为了方便对集电环和电刷的监视和维护，发电机机壳上开有三个检查窗口；发电机总重为4500公斤。当发电机以额定转速每分钟740转工作时，额定功率达到700千瓦，输出电压和电流分别为700伏、1000安。辅助直流发电机和励磁机安装在同一单元内，又称为双机组，用来提供牵引发电机励磁电流、蓄电池充电、控制电源和照明电源，励磁电流根据牵引发电机的负载自动调节。这种双机组由哈尔科夫电机制造厂设计制造，后来亦被TE2、TEM1、TEM2型柴油机车所沿用。
牵引电动机型号为ДК-304型系列，由迪纳摩电气工厂设计制造，该型电动机为四极串励脉流牵引电动机，冷却方式为独立强迫通风。部分早期生产的TE1型机车曾经装用ДК-304А型牵引电动机，但发现存在电机扭矩较小的问题，迪纳摩工厂对其了改进，包括增大电枢直径、增加绕组匝数，以增加磁通并提高电机扭矩，经过改进的电机称为ДК-304Б型。此后，又研制了经过进一步优化设计的ДК-304В型牵引电机，以提高可靠性。所有这三种牵引电动机的性能指标均完全相同，其中ДК-304Б型电机是最常见的类型。
为了防止机车电传动系统在异常情况下受损，例如短路、过流等，TE1型机车设置了一系列电子防护装置，包括КВ-15А型司机控制器、ПР-758А-1型换向器、电磁阀、ПК-753А型电磁气动接触器，以及各类型的电磁接触器、继电器、电压稳压器、熔断器等设备。

## 车辆保存

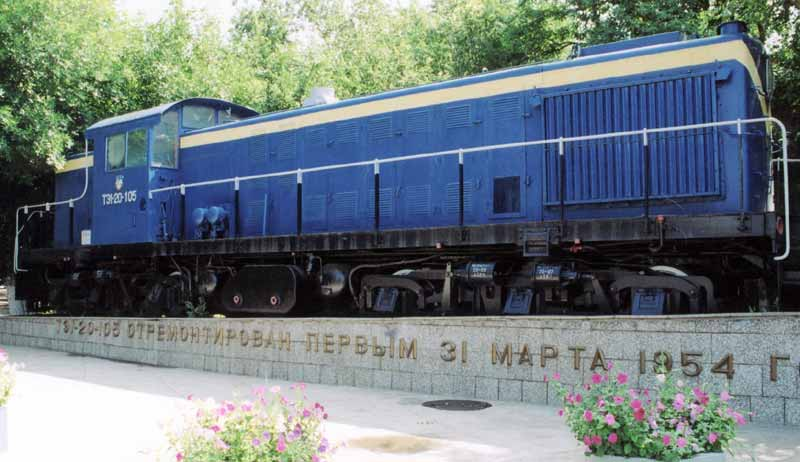
展示在阿斯特拉罕机车厂入口处的TE1型柴油机车

从1980年代起，数台TE1型柴油机车先后被多家铁路博物馆收藏。
- TE1-20-068：位于乌兹别克斯坦的塔什干铁路博物馆（Ташкентский музей железнодорожной техники）
- TE1-20-135：位于俄罗斯圣彼得堡的十月铁路博物馆（музей Октябрьской железной дороги）
- TE1-20-165：位于白俄罗斯的布列斯特铁路博物馆（Брестский железнодорожный музей）
- TE1-20-168：位于蒙古国乌兰巴托的国家铁路博物馆（Железнодорожный музей Дунд-Гол）
- TE1-20-195：位于俄罗斯莫斯科的莫斯科铁路历史博物馆（музей истории железнодорожной техники Московской железной дороги）
- TE1-20-105：位于俄罗斯阿斯特拉罕的阿斯特拉罕机车厂（Астраханского ТРЗ）

## 参看
- RSD-1型柴油机车
- TE2型柴油机车
- TE3型柴油机车
- TEM1型柴油机车